# Myiarchus barbirostris
Myiarchus barbirostris là một loài chim trong họ Tyrannidae.